# Скрябина, Мария Александровна
Мария Александровна Скрябина-Татаринова (1901—1989) — советская актриса
.
Дочь Александра Николаевича Скрябина и его первой жены Веры Ивановны.
В 1920-х годах входила в состав труппы МХАТ II; в 1926—1928 годах исполняла роль Офелии в постановке «Гамлета» с участием М. А. Чехова.
Её мужем был актёр и режиссёр этого театра Владимир Николаевич Татаринов (1879—1966). Оба были приверженцами антропософского учения; наряду с другими участниками Московского антропософского общества подверглись преследованиям: в мае 1931 года были арестованы и приговорены к ссылке на три года; Татаринов был отправлен в Иркутск, Скрябина сослана в Лебедянь.

## Рекомендуемая литература
- Штрихи к биографии: Мария Александровна Скрябина. «Драматическое искусство». — М., 2011. — Вып. 1 (Сост. Пронина О. Г.).